# 贡多夫
贡多尔夫是德国莱茵兰-普法尔茨州的一个市镇。总面积3.75平方公里，总人口233人，其中男性117人，女性116人（2011年12月31日），人口密度62人/平方公里。